# Уиклоу
 Тази статия е за града в Ирландия.  За едноименното графство вижте Уиклоу (графство).  
Уиклоу (на английски: Wicklow; на ирландски: Cill Mhantáin) е град в югоизточната част на Ирландия, графство Уиклоу на провинция Ленстър. Разположен е на брега на Ирландско море. Първите сведения за града датират от 870 г. Той е главен административен център на графство Уиклоу и четвъртият по големина град в графството след Брей, Арклоу и Грейстоунс. Има пристанище и жп гара по крайбрежната жп линия от Дъблин до Корк. Населението му е 6930, а с прилежащите му околности 10 070 жители от преброяването през 2006 г. 